# نجم الدين الكبرى
نجم الدين الكبرى (540 - 618 هـ)، عالم متصوف من أهل خوارزم أوزبكستان، ومؤسس الطريقة الكبرويَّة الصوفية، قال عنه ابن نقطة: «هو شافعي، إمام في السنّة»، ووصفه الذهبي بأنّه: «الشيخ الإمام العلامة القدوة المحدّث الشهيد شيخ خراسان».

## حياته
أصله من «خِيوق» من خوارزم، ولد سنة 540 هـ، طاف في طلب الحديث، وسمع من "أبي طاهر السلفي"، و"أبي العلاء الهمذاني العطار"، و"محمد بن بنيمان"، و"عبد المنعم بن الفراوي". حدّث عنه "عبد العزيز بن هلالة"، و"خطيب داريا شمخ"، و"ناصر بن منصور العرضي"، و"سيف الدين الباخرزي" تلميذه، وآخرون. توفي مقتولاً بخوارزم على يد المغول في شهر صفر سنة 618 هـ، وقيل سنة 619 هـ، وقيل حدود سنة 610 هـ.

## آثاره
من آثاره: «منازل السائرين» و «فواتح الجمال» و «منهاج السالكين» وديوان شعر، ورسالة «الخائف الهائم عن لومة اللائم».